# Der Revoluzzer
Der Revoluzzer ist ein politisches Gedicht von Erich Mühsam aus dem Jahr 1907. Mühsam weist mit seinen Gedichten auf Vorgänge seiner Zeit hin. Der Untertitel „Der deutschen Sozialdemokratie gewidmet“ zeigt seine Kritik an der damaligen Sozialdemokratischen Partei Deutschlands. Veröffentlicht wurde das Gedicht in Wüste, Krater, Wolken. - Die Gedichte von Erich Mühsam, erschienen 1914 im Verlag Paul Cassirer Berlin. Später wurde das Gedicht vielfach vertont.

## Inhalt
War einmal ein Revoluzzer,

Im Zivilstand Lampenputzer;

Ging im Revoluzzerschritt

Mit den Revoluzzern mit

Und er schrie: „Ich revolüzze!“

Und die Revoluzzermütze

Schob er auf das linke Ohr,

Kam sich höchst gefährlich vor

Doch die Revoluzzer schritten

Mitten in der Straßen Mitten,

Wo er sonsten unverdrutzt

Alle Gaslaternen putzt

Sie vom Boden zu entfernen,

rupfte man die Gaslaternen

Aus dem Straßenpflaster aus,

Zwecks des Barrikadenbaus

Aber unser Revoluzzer

Schrie: „Ich bin der Lampenputzer

Dieses guten Leuchtelichts.

Bitte, bitte, tut ihm nichts!

Wenn wir ihn’ das Licht ausdrehen,

Kann kein Bürger nichts mehr sehen,

Laßt die Lampen stehn, ich bitt!

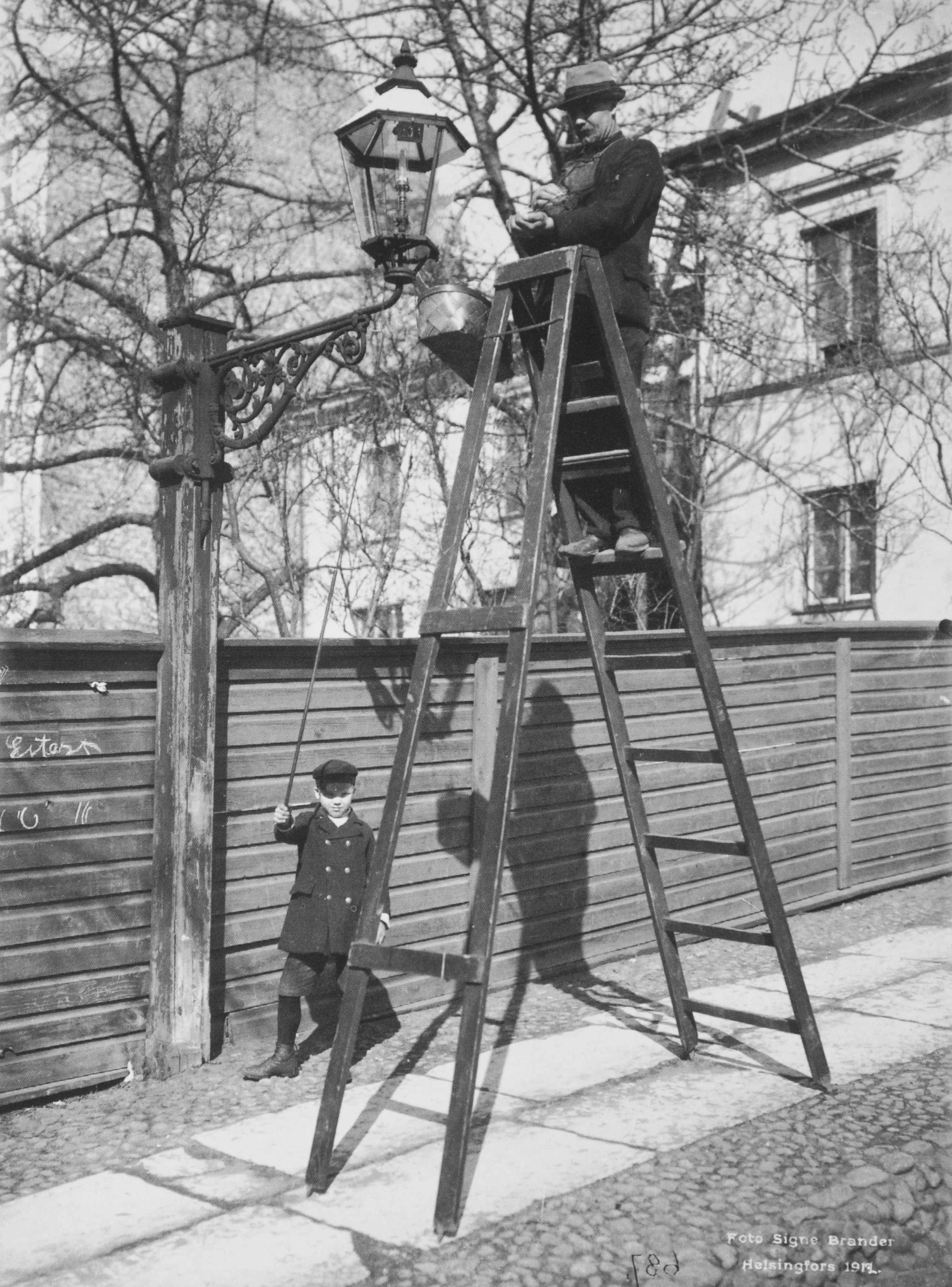
Gaslaterne und Lampenputzer, 1912

Denn sonst spiel’ ich nicht mehr mit!“

Doch die Revoluzzer lachten,

Und die Gaslaternen krachten,

Und der Lampenputzer schlich

Fort und weinte bitterlich

Dann ist er zuhaus geblieben

Und hat dort ein Buch geschrieben:

Nämlich, wie man revoluzzt

Und dabei doch Lampen putzt

## Vertonungen
Im Jahr 1929 vertonte der ungarische Komponist Béla Reinitz (1878–1943) das Gedicht und der Sänger und Schauspieler Ernst Busch nahm es in sein Repertoire. Durch ihn wurde das Lied weltberühmt. Bereits zuvor befand es sich im Programm der politischen Münchener Kabarettisten Die Elf Scharfrichter, jedoch in der Vertonung von Marc Henry. 1968 wurde es erneut vertont von Werner Haentjes für das WDR-Fernsehspiel „Rotmord“ von Tankred Dorst und Peter Zadek; gesungen hat es Wolfgang Neuss als Darsteller des Mühsam, dessen Interpretation auch auf CD veröffentlicht wurde.
Im Jahr 1980 erschien eine Vertonung des Stückes durch die Folkband Zupfgeigenhansel auf ihrem Live-Album Eintritt frei. Die deutsche Metal-Band Totenmond vertonte das Gedicht im Jahr 2001 auf ihrem Album Auf dem Mond ein Feuer. Seit 2004 präsentiert Konstantin Wecker auf seiner Tournee das Gedicht. 2006 wurde das Lied auf der CD Stimmgewitter. kitsch&revo. vom 2000 gegründeten „Clochard-Klangkörper“ „Stimmgewitter Augustin“ interpretiert.
2012 veröffentlichte die deutsche Punkband Slime das Album Sich fügen heißt lügen, auf dem Texte von Erich Mühsam vertont wurden – unter anderem auch Der Revoluzzer. Auch der Liedermacher-Punk Fidl Kunterbunt veröffentlichte eine eigene Interpretation des Stücks.
Auch wird das Lied regelmäßig von David 58 P. acappella auf Konzerten seiner Crew Main Concept vorgetragen.